# كايرياكوس إيوانو
كايرياكوس إيوانو (باليونانية: Κυριάκος Ιωάννου) هو منافس ألعاب قوى قبرصي، ولد في 26 يوليو 1984 في ليماسول في قبرص.

## وصلات خارجية
- كايرياكوس إيوانو على موقع الاتحاد الدولي لألعاب القوى (الإنجليزية)
- كايرياكوس إيوانو على موقع الدوري الماسي (الإنجليزية)
- كايرياكوس إيوانو على موقع اللجنة الأولمبية الدولية (الإنجليزية)
- كايرياكوس إيوانو على موقع أوليمبيديا (الإنجليزية)
- كايرياكوس إيوانو على موقع اتحاد ألعاب الكومنولث (مؤرشف) (الإنجليزية)
- كايرياكوس إيوانو على موقع اتحاد ألعاب الكومنولث (مؤرشف) (الإنجليزية)